# Gaaerifaru
Gaaerifaru (ou Gaaerifalhu) est une petite île inhabitée des Maldives.

## Géographie
Gaaerifaru est située dans le centre des Maldives, au Nord-Ouest de l'atoll Faadhippolhu, dans la subdivision de Lhaviyani.